# Aurelia (género)
Aurelia é um género de medusas da família Ulmaridae.

## Espécies
- Aurelia aurita Linnaeus, 1758
- Aurelia coerulea Lendenfeld, 1884
- Aurelia colpota Brandt, 1835
- Aurelia labiata Chamisso & Eysenhardt, 1821
- Aurelia limbata Brandt, 1835
- Aurelia maldivensis Bigelow, 1904
- Aurelia solida Browne, 1905